# Efik (Sprache)
Efik oder Calabar ist eine in Nigeria im Cross River State in Calabar und Umgebung von 500.000 Menschen gesprochene Sprache, inklusive der  Zweitsprecher wird ihre Sprecherzahl auf 2 bis 3 Millionen geschätzt. Die Sprecher werden ebenfalls Efik genannt. Efik gehört zum Cross-River-Zweig der Benue-Kongo-Sprachen, einer großen Untereinheit des Niger-Kongo. Es gilt als eine der nigerianischen Offizialsprachen und wird in Schule, Universität und Erwachsenenbildung verwendet. Sein Gebrauch als Verkehrssprache ist rückläufig. Efik wird in lateinischer Schrift (mit Sonderzeichen) geschrieben, es gibt Radio- und TV-Programme.

Karte der Sprachen Nigerias, (Efik-)Ibibio findet sich in der südöstlichsten Landesecke

## Weblink
- Ethnologue.com über Efik